# Езник Кохбаци
Езник Кохбаци (на арменски: Եզնիկ Կողբացի) е арменски богослов и философ, един от основоположниците на древноарменския литературен език, един от отците на Арменската църква.

## Биография
Езник Кохбаци е роден около 374 – 380 г. Той е един от първите ученици на Месроб Машдоц. Учи в Едеса, където е изпратен през 427 г. за се да усъвършенства в сирийския и гръцкия езици и превода на книги. През 430 г. е във Византия, където е приет от архиепископ Максимиан. През 434 г. след Ефеския събор (431 г.) той се връща в Армения с каноните от Ефеския събор и под ръководството на католикос Саак Партев поправя превода на Библията и започва да се занимава с преводаческа дейност. Според историкът от V в Лазар Парпеци, Езник Кохбаци участва в Арташатския събор през 449 г. в качеството на епископ на Багреванд. Йелише също споменава за епископ на Багреванд на име Езник, участвал в този събор.

## Трудове

### „Опровержение на лъжеученията“
Езник Кохбаци е автор на известния труд „Опровержение на лъжеученията“ (среща се и като Опровержение на сектите, Речи против ересите), състоящ се от четири части, в който опровергава зороастрийската религия, изказва се против дуалистичното зороастрийско разбиране на доброто и злото като двете субстанциални начала на всичко съществуващо; изказва се още против маздеизма (персийската религия), против политеизма, стоическия пантеизъм, атеизма на Епикур, гностическия дуализъм, против ереста на Маркион и т.н. Книгата е написана между 441 и 449 г. и се смята за един от шедьоврите на древноарменската литература. Това е и най-старият запазен паметник на арменската философска мисъл.
Най-старият запазен екземпляр е ръкопис от 1280 г. „Опровержение на лъжеученията“ е издадена за първи път в Измир през 1762 г.

### Други произведения
- Въпросите на Арцан Арцруни и отговорите на Езник Кохбаци[2]
- Трактат за мирозданието[2]